# 维尔纳综合征
维尔纳綜合症（Werner syndrome，缩写WS）又称成人早衰症，是一种极为罕见的常染色体隐性遗传性早衰症，1904年由德国人 Otto Werner 首先报道，患者位于8号染色体短臂的、编码DNA螺旋酶的WRN基因有缺陷，患者体细胞端粒比一般人的端粒以更快的速度变短，导致在青春期后迅速衰老，出现矮身材、脱发、白发、声音嘶哑、皮肤角化、关节僵硬、肌肉萎缩、白内障等症状。目前对于该病尚无特殊治疗方法。
此病由德國醫師奧托·維爾納（Otto Werner）於1904年首先描述。